# K3 (grup muzical)
K3 este un grup pop belgiano-olandez fondat de Niels William. Grupul a fost numit după inițialele membrilor inițiali, cântăreții belgieni Karen Damen, Kristel Verbeke și Kathleen Aertss. Acesta din urmă a părăsit grupul în 2009 și a fost înlocuit de cântăreața olandeză Josje Huisman. 
Pe 6 noiembrie 2015, Karen, Kristel și Josje au fost succedate de Hanne Verbruggen, Klaasje Meijer și Marthe De Pillecyn, după ce au devenit câștigătorii K3 Zoekt K3. La 9 februarie 2021, Klaasje și-a anunțat plecarea din K3 și a avut loc o altă audiție reality-show în același an pentru a găsi un nou membru. Din cei peste 22.000 de participanți, Julia Boschman a câștigat concursul și a devenit parte a grupului.

## Discografie
- Parels (1999)
- Alle kleuren (2000)
- Tele-Romeo (2001)
- Verliefd (2002)
- Oya lélé (2003)
- De werelrd rond (2004)
- Kuma hé (2005)
- Ya ya yippee (2006)
- Kusjes (2007)
- MaMaSé (2009)
- Eyo! (2011)
- Engeltjes (2012)
- Loko le (2013)
- 10.000 Luchtballonnen (2015)
- Ushuaia (2016)
- Love Cruise (2017)
- Roller Disco (2018)
- Dromen (2019)
- Dans van de Farao (2020)
- Waterval (2021)
- Vleugels (2022)
- Het lied van de Zeemeermin (2024)